# Smail-aga Ćemalović
Smail-aga Ćemalović (szerb cirill írással Смаил-ага Ћемаловић, Mostar, 1884. november 23. – Jasenovaci koncentrációs tábor, 1945.) szerb nemzetiségű bosznia-hercegovinai újságíró, politikus, a „Musavat” és a „Srpska omladine” újságok szerkesztője volt. A Jugoszláv Királyság idején a mostari önkormányzat elnöke. Elindította a „Musavat” (1906-1909) és a „Srpska omladine” (1912-1913) című folyóiratokat, amelyek az osztrák-magyar uralom alatt levő Bosznia-Hercegovinában az iszlám hitre oktatták a szerb fiatalokat. Amellett, hogy származása alapján szerbnek érezte magát, iszlamista és az oszmán uralom Európába való visszatérésének híve, az Osztrák–Magyar Monarchia engesztelhetetlen ellenfele volt. Megingathatatlan nézetei miatt az usztasák 1945-ben a jasenovaci táborban meggyilkolták.

## Élete és pályafutása
Az elemi és kereskedelmi iskolát Mostarban, a kereskedelmi akadémiát Grazban végezte. 1906-ban „Musavat” (Egység) néven megalapította az osztrák-magyar megszállás elleni ellenzéki lapot, amely 1909-ig az ő szerkesztésében jelent meg. A lapot Osman Đikićtyel közösen szerkesztette. A lap az autonómia harcot vezető Muszlim Népi Szervezet hivatalos szócsöve volt. Egy a Musavatban megjelent cikke miatt 6 hónap kemény börtönbüntetésre ítélték. Ebben a cikkben azt követelte, hogy a katonák ne esküdjenek fel Ferenc József császárra, mert ő a szultán, vagyis a török uralom visszatérését szorgalmazta a Balkánra. Amikor a Musavatot Szarajevóba költöztették, és amikor a muszlim vallási-oktatási autonómia mozgalom vezetői az osztrák-magyar tartomány kormányához fordultak, Ćemalović elhagyta a Musavatot, és 1912. szeptember 1-jén elindította a „Srpska omladine” (Szerb ifjúság) nevű lapot. A folyóiratot Vladimir Gaćinović és Đorđe Pejanović társaságában ő maga szerkesztette. Korábban, 1910-ben ugyancsak Ćemalović indította el a szarajevói „Samouprava” muszlim újságot.
Az első világháborúig szoros kapcsolatban állt Szerbiában a radikális párt és a honvédelem prominenseivel. Amikor az első világháború kitört, 1914. augusztus 2-án Rogaška Slatinában raboskodott, majd Grazba vitték, ahol internálták. Grazból túszként egy katonai börtönbe Mostarba szállították át, majd az aradi táborba internálták, ahol 1916-ig tartózkodott. 1918 júliusában a Muszlim Független Demokratikus Párt elnökeként jelent meg Mostarban. A háború után több alkalommal volt a mostari önkormányzat elnöke. Smail-aga 1926 és 1928 között Mostarnak a JMO listáról megválasztott polgármestere volt, aki a koalícióban lévő radikálisokkal együtt kormányozott. Tagja lett a Népi Radikális Pártnak. 1936-ban annak a mostari ünnepségnek a bizottsági elnöke volt, amely során felavatták Osman Đikić emlékművét. Az emlékmű munkálatait még 1934-ben a Belgrádi Egyetem adjunktusa, Aleksandar Deroko kezdte. 1938-ban Ćemalović mostari publicistaként részt vett a radikális Ace Stanojević körüli csoport választási kampányában. Szerb nemzeti elkötelezettsége miatt az usztasa 1945-ben a jasenovaci táborban meggyilkolta.

## Fordítás
Ez a szócikk részben vagy egészben  a(z)    Смаил-ага Ћемаловић című szerb Wikipédia-szócikk ezen változatának fordításán alapul.  Az eredeti cikk szerkesztőit annak laptörténete sorolja fel. Ez a jelzés csupán a megfogalmazás eredetét és a szerzői jogokat jelzi, nem szolgál a cikkben szereplő információk forrásmegjelöléseként.